# ロアンヌ
ロアンヌ（Roanne）は、フランス中央部オーヴェルニュ＝ローヌ＝アルプ地域圏ロワール県にある人口約3万5千人の都市である。

## 概要
美食と繊維産業、農業および戦車などの軍事産業の盛んな都市である。

## スポーツ
- コラール・ロアンヌ・バスケット - プロバスケットボール

## 出身者
- エドワード・カーペンティア - プロレスラー
- ピエール・エテックス - 俳優
- ジョエル・ポムラ - 劇作家
- アン＝ソフィー・モンディエール - 柔道家
- ペロリンヌ・オジャルディアス - フィギュアスケート選手
- セードリック・ムゥーリエ - テニス審判員
- セドリック・シ・モハメド - サッカー選手

## 姉妹都市
- グアダラハラ
- ナニートン・アンド・ベッドワース
- ロイトリンゲン
- モンテヴァルキ
- ピアトラ・ネアムツ[1]
- レグニツァ